# 敬哀皇后 (北魏)
敬哀皇后賀氏（？—428年），代人，北魏平西将军、雍州刺史、始平公贺干的姐妹，魏太武帝拓跋燾的妃嫔，位号为夫人。

## 生平
賀氏生下拓跋晃，在神䴥元年（428年）去世，追贈貴嬪，葬于云中金陵，之后追加谥号敬哀皇后，附祀于太廟。

## 其他
- 尔朱代勤，敬哀皇后的舅舅

## 延伸阅读
[在维基数据编辑]
 《魏書/卷13》，出自魏收《魏书》
 《北史/卷013》，出自李延壽《北史》